# I più grandi di tutti
Pour plus de détails, voir Fiche technique et Distribution.
I più grandi di tutti est une comédie italienne, réalisé par Carlo Virzì, sorti en 2011, avec Claudia Pandolfi, Alessandro Roja (it), Marco Cocci (it), Corrado Fortuna et Dario Cappanera dans les rôles principaux.

## Synopsis
Sous l'impulsion d'un journaliste (Corrado Fortuna), un groupe de rock composé de Loris Vanni (Alessandro Roja (it)), de Sabrina Cenci (Claudia Pandolfi), de Maurilio Fantini (Marco Cocci (it)) et de Rino Falorni (Dario Cappanera) se reforme.

## Fiche technique
- Titre original : I più grandi di tutti
- Réalisation : Carlo Virzì
- Scénario : Carlo Virzì, Andrea Agnello (it) et Francesco Lagi
- Photographie : Ferran Paredes
- Musique : Carlo Virzì
- Montage : Simone Manetti
- Décors : Roberto De Angelis
- Costumes : Maria Cristina La Parola
- Production : Carlo Virzì et Paolo Virzì
- Société(s) de production : Indiana Production Company, Motorino Amaranto, Rai Cinema avec la contribution du Ministère des Biens et Activités culturels et du Tourisme et en collaboration avec Sky Cinema
- Pays d'origine :  Italie
- Genre : Comédie, film musical
- Durée : 100 minutes (1 h 40)
- Dates de sortie : 
  - Italie : 1er décembre 2011

## Distribution
- Claudia Pandolfi : Sabrina Cenci
- Alessandro Roja (it) : Loris Vanni
- Marco Cocci (it) : Mao Maurilio Fantini
- Corrado Fortuna : Ludovico Reviglio
- Dario Cappanera : Rino Falorni
- Frankie hi-nrg mc : Saverio
- Francesco Villa (it) : Armando
- Catherine Spaak : Esmeralda
- Claudia Potenza : Simona
- Niccolò Belloni : Alessio

## Récompenses et distinctions
- Nomination au Ruban d'argent de la meilleure musique de film en 2012.
- Nomination au Ruban d'argent de la meilleure comédie en 2012.

## Autour du film
- L'acteur Dario Cappanera est le guitariste du groupe de heavy metal italien Strana Officina (it).